# Neuville-Saint-Rémy
Neuville-Saint-Rémy là một xã ở trong tỉnh Nord ở miền bắc nước Pháp. Xã này có diện tích 2,37 km², dân số năm 1999 là 3962 người. Xã nằm ở khu vực có độ cao trung bình 60 mét trên mực nước biển.